# Gutenbergova nezveznost
Gutenbergova nezveznost (tudi D") je mejno območje v notranjosti Zemlje med plaščem iz silicija v trdnem agregatnem stanju ter tekočim zunanjim jedrom iz železa in niklja. Nahaja se približno 2900 km pod Zemljinim površjem. Območje nezveznosti in njegova oddaljenost je definirana po hitrostih seizmičnih valov, ki se pri širjenju tam razločno spremenijo. Slednje se zgodi zaradi spremembe snovi iz silicija v železo oziroma nikelj.
Meja se pogosto omenja tudi z oznako D". Slednjo je postavil matematik Keith Bullen, ki je z zaporednimi črkami označeval zemeljske plasti, pri čemer je bila »A« zemeljska skorja in »G« jedro. Sprva je po raziskavah leta 1942 z oznako »D« poimenoval celoten zemeljski plašč, leta 1950 pa je dognal, da je slednjega moč razdeliti na dve različni si plasti, zaradi česar je zgornjo (debeline okoli 1800 km) označil z D' in spodnjo (debeline okoli 200 km) z D".